# Chalastra pelurgata
Chalastra pelurgata är en fjärilsart som beskrevs av Edward Meyrick 1917. Chalastra pelurgata ingår i släktet Chalastra och familjen mätare. Inga underarter finns listade i Catalogue of Life.